# Kevin Haskins
Kevin Haskins (Northampton, 19 de Julho de 1960), é um baterista inglês, membro das bandas Bauhaus, Love and Rockets e Tones on Tail. Askins é irmão de David J,  baixista dos Bauhaus.
Ainda antes de formar os Bauhaus, Askins, e o seu irmão J, formaram duas bandas, The Submerged Teeth e The Craze, ambas de curta duração. Em 1978, ele e o irmão, juntaram-se a Peter Murphy e Daniel Ash para formar os Bauhaus 1919, futuros Bauhaus.
Em 1983, após o fim dos Bauhaus, Haskins segue o seu projecto paralelo com Ash e o baixista Glenn Campling, os Tones on Tail. No ano seguinte, junto com Ash e J, formam os Love and Rockets.
Em 1998, Askins e Doug DeAngelis criaram a Messy Music, uma produtora de bandas sonoras para jogos de video, filmes e televisão. De acordo com eles, a Messy é descrita como música electrónica alternativa.